# مسجد جارتشي
مسجد جارتشي (بالفارسية: مسجد جارچی) هو مسجد تاريخي يعود إلى عصر الدولة الصفوية، ويقع في أصفهان.